# Parosphromenus nagyi
Parosphromenus nagyi je drobná sladkovodní paprskoploutvá ryba z čeledi guramovití (Osphromenidae). Pochází z černých vod východního pobřeží západní Malajsie, v okolí města Kuantan.